# Vaçe Zela
Vaçe Zela est une chanteuse albanaise, née le 7 avril 1939 à Lushnjë (Albanie) et morte le 6 février 2014 à Bâle.

## Présentation
On dit d'elle qu'elle fut le seul rayon de lumière des années sombres, c'est-à-dire la dictature stalinienne.
Elle commença sa carrière en 1962, en remportant la première de ses onze victoires au Festival de la chanson albanaise. Elle est élevée au rang d'artiste du peuple en 1977.